# Comisia (mafia americană)
Comisia este corpul de guvernare al mafiei americane înființat în 1931 de către Charles "Lucky" Luciano după războiul Castellammarese. Comisia a înlocuit titlul de capo di tutti i capi deținut de Salvatore Maranzano înainte de asasinarea sa cu un consiliu de administrație format din șefii celor cinci familii din New York precum și șefii Chicago Outfit și ai familiei Buffalo. Scopul Comisiei a fost să supravegheze toate activitățile mafiei din Statele Unite și să medieze conflictele dintre familii.
De-a lungul istoriei, Comisia a avut un rol important în mai multe evenimente, inclusiv reuniunea Apalachin din 1957, un plan de eliminare a mai multor membri ai Comisiei în 1963 și Procesul Comisiei Mafiei⁠(d) în 1985.

## Istoric
Înainte de 1931, capo dei capi (în română șeful șefilor) era un termen prin care membrii mafiei îl descriau pe Giuseppe Morello⁠(d) în jurul anului 1900 conform lui Nick Gentile⁠(d). Șefii Joe Masseria (1928-1931) și Salvatore Maranzano (1931) au folosit titlul în încercarea de a prelua controlul mafiei. Când Maranzano a câștigat războiul Castellammarese, el s-a declarat drept șef al tuturor șefilor, a creat organizația Cinci Familii și a ordonat fiecărei familii din mafie să-i plătească tribut. Acest fapta provocat reacții negative  care au condus într-un final la uciderea acestuia în septembrie 1931 la ordinele lui Lucky Luciano.

#### Înființarea Comisiei
După asasinarea lui Maranzano din 1931, Luciano a convocat o întâlnire la Chicago. Deși puțini s-ar fi împotrivit deciziei lui Luciano dacă s-ar fi declarat capo di tutti i capi, acesta a abolit titlul, considerând că funcția a creat probleme în rândul familiilor și ar deveni imediat țintă dacă și-ar asuma această poziție. Obiectivele lui Luciano în cadrul Comisiei erau să-și mențină puterea asupra tuturor familiilor și să prevină alte conflicte între găști⁠(d). Șefii famililor au aprobat ideea de a înființa această Comisie. Comisia era constituită dintr-un „consiliu de administrație” care supraveghea toate activitățile mafiei din Statele Unite și media conflictele dintre familii.
Comisia era formată din șapte șefi de familii: liderii celor cinci familii din New York: Charlie „Lucky” Luciano, Vincent Mangano, Tommy Gagliano, Joseph Bonanno și Joe Profaci; șeful Chicago Outfit Al Capone și șeful familiei Buffalo, Stefano Magaddino. Charlie Luciano a fost numit președinte al Comisiei. Comisia a fost de acord să organizeze reuniuni la fiecare cinci ani sau când era necesară discutarea unor probleme între familii.

#### Puterea organizației

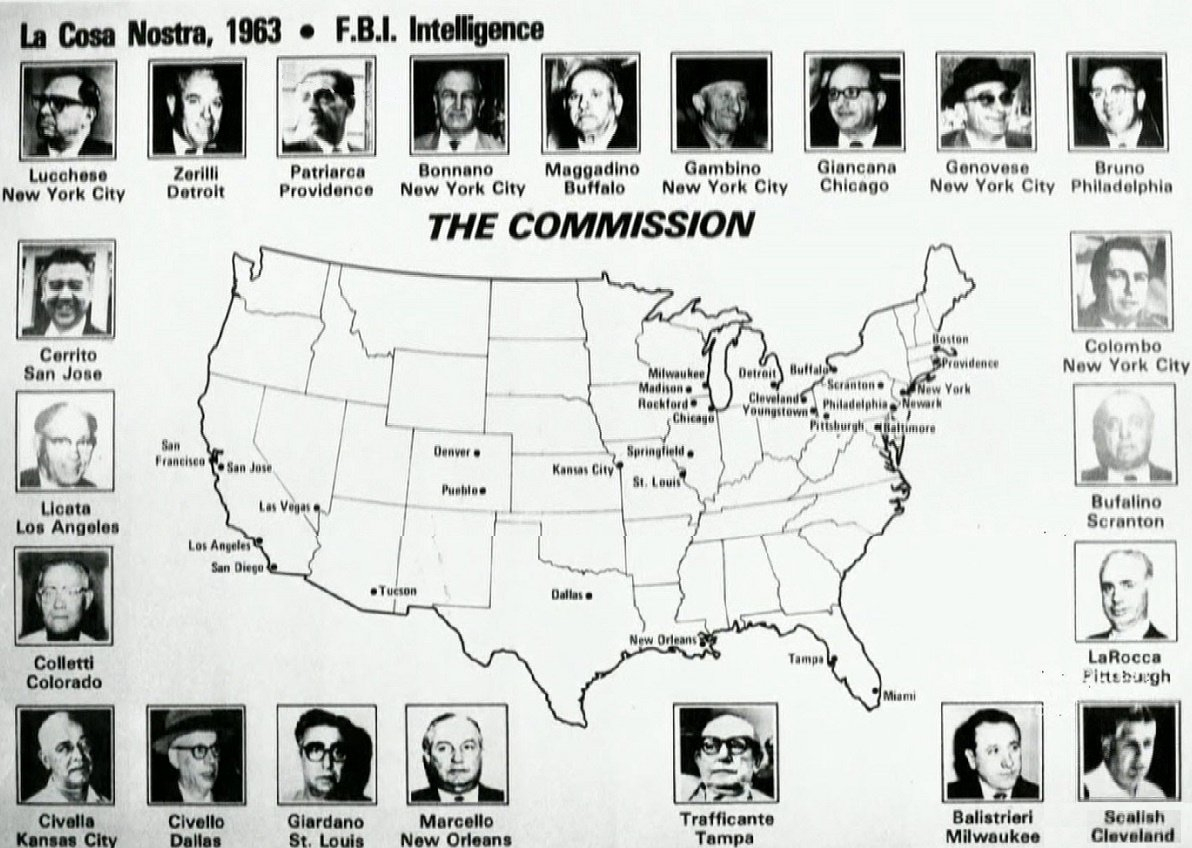
Grafic al FBI cu șefii tuturor familiilor asociate mafiei americane (1963)

Comisia deținea puterea de a aproba un nou șef înainte ca acesta să poată prelua oficial funcția. Cele cinci familii din New York au decis, de asemenea, că numele tuturor noilor membri propuși să fie aprobate de celelalte familii. După ce noul membru a fost aprobat de celelalte familii, el putea deveni un made man.
Comisia a permis mafioților evrei Meyer Lansky, Bugsy Siegel, Louis "Lepke" Buchalter, Dutch Schultz și Abner "Longie" Zwillman⁠(d) să lucreze alături de ei și să participe la unele întâlniri. Puterea organizației a fost testată în 1935 când i s-a ordonat lui Dutch Schultz să renunțe la planul de asasinare a  procurorului special⁠(d) Thomas E. Dewey. Luciano a susținut că asasinarea lui Dewey ar cauza un răspuns puternic din partea forțelor de ordine. Schultz a declarat înfuriat că îl va ucide oricum pe Dewey și a ieșit din întâlnire. Liderul Murder, Inc. -  Albert Anastasia - i-a transmis lui Luciano informații cu privire la faptul că Schultz i-a cerut să supravegheze clădirea în care locuia Dewey. La aflarea veștii, Comisia a organizat o întâlnire unde după șase ore de discuții au decis ca Lepke Buchalter să-l ucidă pe Schultz. La 23 octombrie 1935, înainte să-l poată asasina pe Dewey, Schultz a fost împușcat într-o tavernă din Newark, New Jersey și a murit a doua zi.